# Selección de fútbol de Recia
La Selección de fútbol de Recia (en alemán: Fussballauswahl Raetia) es el equipo de fútbol representativo de Recia en la ConIFA. El director técnico actual es Alen Bratelj. La selección de Recia es apodada The Grisons.

## Historia
El primer partido internacional de Recia fue en diciembre del 2011 en Crawley. Su oponente fue la selección de las Islas Chagos. El segundo partido tomó lugar en enero de 2012 en la isla de Gozo contra la selección de fútbol de Gozo.
El primer partido de local fue el 26 de mayo de 2012, contra la quinta división del FC St. Pauli en Domat/Ems. Recia ganó 6 a 0.
Recia clasificó a la Copa Mundial VIVA 2012 en la región del Norte de Irak, Kurdistán. En su grupo obtuvieron una victoria contra Tamil Eelam y una derrota contra Zanzíbar. Esto lo ubicaba segundo en la tabla gracias a la diferencia de gol.
El 6 de septiembre de 2015, Recia venció a Franconia por 6 a 0 y clasificó para la Copa Mundial de Fútbol de ConIFA de 2016 en Abjasia.

## Directores técnicos
| Año           | Nacionalidad                          | Nombre            |
| ------------- | ------------------------------------- | ----------------- |
| 2011          | Bandera de Suiza                      | Rudolf Schmid     |
| 2011-2012     | Bandera de Suiza                      | Gian-Marco Schmid |
| 2012          | Bandera de Suiza                      | Ursin Caviezel    |
| 2012-2014     | Bandera de Suiza                      | Costatino Demenga |
| 2014-2015     | Bandera de Suiza · Bandera de Kosovo  | Arsim Ramizi      |
| 2015-2016     | Bandera de Suiza · Bandera de Croacia | Alen Bratelj      |
| 2016-2017     | Bandera de Suiza                      | Pascal Amrein     |
| 2017-2020     | Bandera de Suiza                      | Aziz Agirman      |
| 2020-presente | Bandera de Suiza                      | Simone Fontana    |

## Récord competitivo

### Copa Mundial VIVA
Campeón       Subcampeón       Tercer puesto       Cuarto puesto
| Copa Mundial VIVA | Copa Mundial VIVA | Copa Mundial VIVA | Copa Mundial VIVA | Copa Mundial VIVA | Copa Mundial VIVA | Copa Mundial VIVA | Copa Mundial VIVA | Copa Mundial VIVA |
| Año               | Ronda             | Posición          | PJ                | PG                | PE                | PP                | GF                | GC                |
| ----------------- | ----------------- | ----------------- | ----------------- | ----------------- | ----------------- | ----------------- | ----------------- | ----------------- |
| 2006              | No se clasificó   | No se clasificó   | No se clasificó   | No se clasificó   | No se clasificó   | No se clasificó   | No se clasificó   | No se clasificó   |
| 2008              | No se clasificó   | No se clasificó   | No se clasificó   | No se clasificó   | No se clasificó   | No se clasificó   | No se clasificó   | No se clasificó   |
| 2009              | No se clasificó   | No se clasificó   | No se clasificó   | No se clasificó   | No se clasificó   | No se clasificó   | No se clasificó   | No se clasificó   |
| 2010              | No se clasificó   | No se clasificó   | No se clasificó   | No se clasificó   | No se clasificó   | No se clasificó   | No se clasificó   | No se clasificó   |
| 2012              | Cuartos de final  | 8.º               | 4                 | 1                 | 0                 | 3                 | 1                 | 13                |
| Total             | 1/5               | Mejor: 8.º        | 4                 | 1                 | 0                 | 3                 | 1                 | 13                |

| Copa Mundial de ConIFA | Copa Mundial de ConIFA | Copa Mundial de ConIFA | Copa Mundial de ConIFA | Copa Mundial de ConIFA | Copa Mundial de ConIFA | Copa Mundial de ConIFA | Copa Mundial de ConIFA | Copa Mundial de ConIFA |
| Año                    | Ronda                  | Posición               | PJ                     | PG                     | PE                     | PP                     | GF                     | GC                     |
| ---------------------- | ---------------------- | ---------------------- | ---------------------- | ---------------------- | ---------------------- | ---------------------- | ---------------------- | ---------------------- |
| 2014                   | No se clasificó        | No se clasificó        | No se clasificó        | No se clasificó        | No se clasificó        | No se clasificó        | No se clasificó        | No se clasificó        |
| 2016                   | Primera ronda          | 11.º                   | 4                      | 0                      | 1                      | 3                      | 3                      | 23                     |
| 2018                   | No participó           | No participó           | No participó           | No participó           | No participó           | No participó           | No participó           | No participó           |
| 2020                   | Evento cancelado       | Evento cancelado       | Evento cancelado       | Evento cancelado       | Evento cancelado       | Evento cancelado       | Evento cancelado       | Evento cancelado       |
| Total                  | 1/4                    | Mejor: 11.º            | 4                      | 0                      | 1                      | 3                      | 3                      | 23                     |

### Europeada
En 2008, 2010 y 2012 no fue el seleccionado nacional de Raetia en el torneo, sino una selección de la parte de habla rhato-románica del Cantón de los Grisones.

## Partidos

### Todos los resultados
| PG | PE | PP |
| -- | -- | -- |
| 8  | 4  | 16 |

| Fecha      | Lugar                       | Local                  | Visitante         | Resultado |
| ---------- | --------------------------- | ---------------------- | ----------------- | --------- |
| 26.1.2025  | Marruecos, Casablanca       | Club Avadas Casablanca | Recia             | 5-2       |
| 17.3.2024  | Suiza, Chur                 | Recia                  | Tibet             | 11-1      |
| 16.8.2023  | Suiza, Domat/Ems            | Recia                  | Cantón del Tesino | 5-1       |
| 17.6.2023  | Suiza, Tenero-contra        | Cantón del Tesino      | Recia             | 1-8       |
| 04.2.2023  | Suiza , zúrich              | Recia                  | Tibet             | 2-5       |
| 13.11.2022 | Países Bajos, La Haya       | Papúa Occidental       | Recia             | 1 - 1     |
| 07.08.2022 | Suiza, Coira                | Tibet                  | Recia             | 3 - 3     |
| 16.07.2022 | Italia, Capoliveri          | Isla de Elba           | Recia             | 5 - 0     |
| 23.03.2019 | Italia, Ciudad del Vaticano | Ciudad del Vaticano    | Recia             | 2 - 2     |
| 12.03.2017 | Suiza, Wartau               | Recia                  | Tamil Eelam       | 0 - 5     |
| 03.06.2016 | Abjasia, Gagra              | Islas Chagos           | Recia             | 3 - 4     |
| 02.06.2016 | Abjasia, Gagra              | País Székely           | Recia             | 7 - 0     |
| 31.05.2016 | Abjasia, Gagra              | Chipre del Norte       | Recia             | 7 - 0     |
| 30.05.2016 | Abjasia, Gagra              | Recia                  | Padania           | 0 - 6     |
| 06.09.2015 | Suiza, Coira                | Recia                  | Franconia         | 6 - 0     |
| 08.11.2014 | Rumania, Sfântu Gheorghe    | País Székely           | Recia             | 3 - 0     |
| 09.08.2014 | Suiza, Coira                | Recia                  | Sealand           | 1 - 6     |
| 29.05.2014 | Alemania, Lohr am Main      | Franconia              | Recia             | 4 - 2     |
| 07.07.2013 | Isla de Man, St John's      | Tamil Eelam            | Recia             | 5 - 0     |
| 06.07.2013 | Isla de Man, St John's      | Recia                  | Alderney          | 3 - 2     |
| 29.06.2013 | Francia, La Chaux           | Saugeais               | Recia             | 1 - 1     |
| 06.10.2012 | Francia, Beausoleil         | Mónaco                 | Recia             | 1 - 2     |
| 09.06.2012 | Irak, Erbil                 | Tamil Eelam            | Recia             | 4 - 0     |
| 08.06.2012 | Irak, Erbil                 | Sahara Occidental      | Recia             | 3 - 0     |
| 05.06.2012 | Irak, Erbil                 | Tamil Eelam            | Recia             | 0 - 1     |
| 04.06.2012 | Irak, Erbil                 | Zanzíbar               | Recia             | 6 - 0     |
| 14.01.2012 | Malta, Xewkija              | Gozo                   | Recia             | 17 - 1    |
| 04.12.2011 | Reino Unido, Crawley        | Islas Chagos           | Recia             | 6 - 1     |

## Récords
Mayor goleador en Finales de Copa del Mundo VIVA1 – Marco Dudler
Mayor cantidad de goles anotados en una Copa del Mundo VIVA1 – Marco Dudler (2012)
Mayor goleador en finales de campeonatos europeosvacante
Mayor cantidad de goles en un campeonato europeovacante

## Localía
Recia no tiene un estadio nacional designado, por lo que juega de local en Chur, Ems o Trin. Otras ciudades en los que podría hacer de local son Vaduz y Bellinzona.

## Colores
La equipación tradicional es una camiseta blanca y negra, acompañada por pantaloncillos y soquetes negros. Su equipación visitante actual consta de una camiseta azul Francia con pantaloncillos y soquetes negros.
Los colores azul, blanco y negro son los colores nacionales de Recia

## Equipaciones históricas
| Local 2011 | Visitante 2011 | Local 2012 | Visitante 2012 | Local 2012-2014 | Local 2014-presente |  |

## Canciones para competiciones
El rapero Gimma hizo una canción exclusivamente para incentivar al equipo para la Copa Mundial VIVA 2012:
| Series | Anthem / Song | Performer(s) | Writer(s) / Producer(s) |
| ------ | ------------- | ------------ | ----------------------- |
| 2012   | "FA RAETIA"   | Gimma        | Gimma                   |